# HMAS Canberra (L02)
Le HMAS Canberra (L02) est le navire de tête de la sous-classe Canberra, constituée de deux navires d'assaut amphibies polyvalents (Landing Helicopter Dock en anglais) (acronyme LHD) de la classe Juan Carlos I. Il est en service dans la marine royale australienne.

## Histoire
La conception de la classe Canberra est basée sur celle de la classe Juan Carlos I de la marine espagnole, il s'agit selon la liste des codes des immatriculations des navires de l'US Navy, d'un Landing Helicopter Dock, Landing Ship Dock, Landing Helicopter Assault et Landing Platform Dock construit en un exemplaire. Il dispose donc des caractéristiques d'un porte-hélicoptères, d'un amphibie (embarcations et porte de débarquement), d'un porte-avions capable de mettre en œuvre des ADAC/ADAV, mais non des avions conventionnels car il ne dispose ni de catapulte, ni de filet d'arrêt.
Il peut transporter 1 046 hommes de troupe avec leur équipement. Il possède deux ponts distincts ; l'un de 1 880 m2, l'autre de 1 410 m2 pouvant accueillir 110 véhicules. Il peut aussi transporter 4 LCM-1E ou 12 chars M1 Abrams. Le pont d'envol peut accueillir six hélicoptères NH90 ou quatre CH-47 Chinook ; huit SH-60 Seawak de lutte anti-sous-marine pourront être stockés dans le hangar de pont.

### Note et référence
- (en) Cet article est partiellement ou en totalité issu de l’article de Wikipédia en anglais intitulé « HMAS Canberra (L02) » (voir la liste des auteurs).

## Galerie d'images

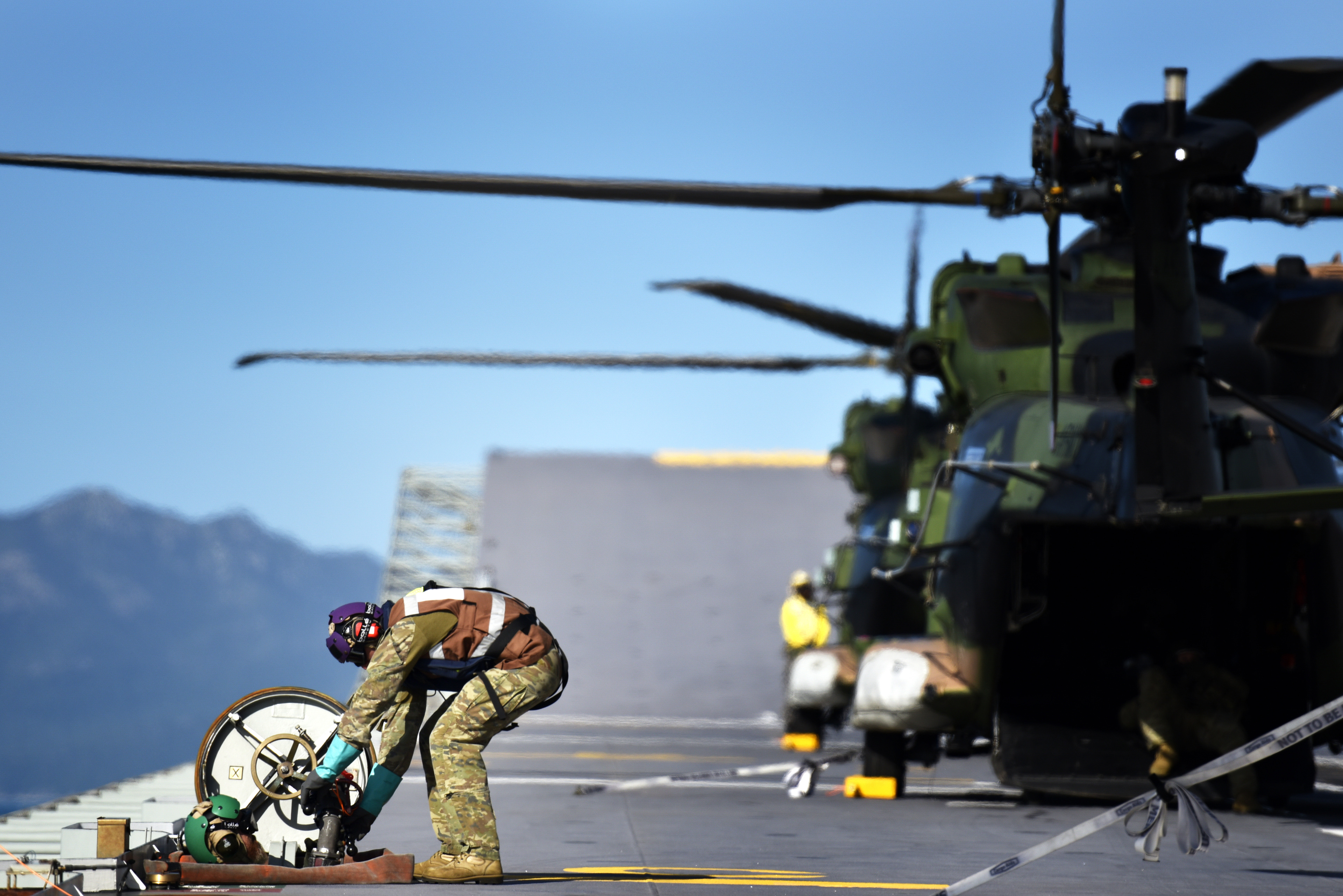
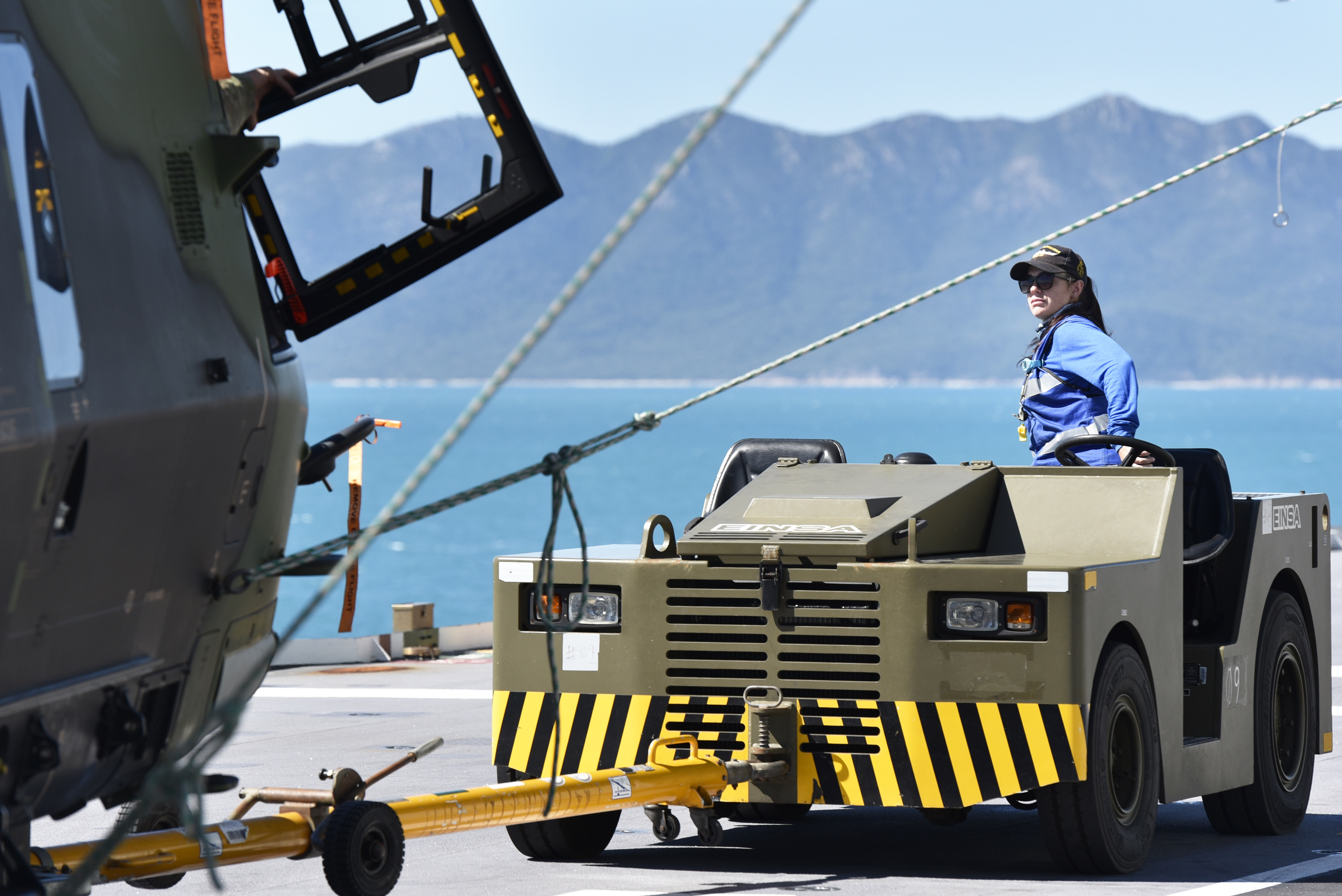
Remorqueur d'aviation EINSA sur le pont tractant un hélicoptère.
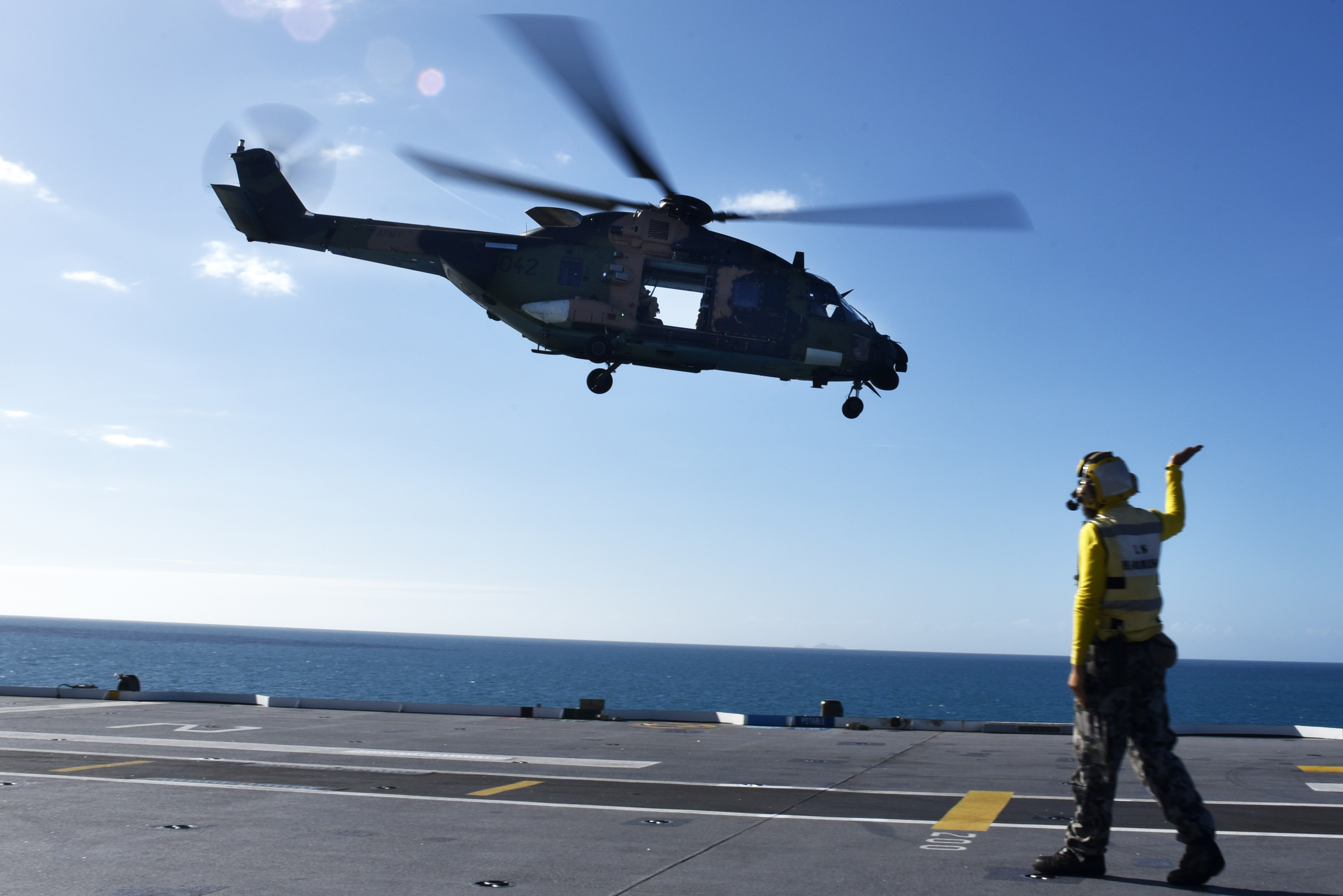
Hélicoptère NH90